# Lacrosse nos Jogos Olímpicos
O lacrosse foi uma modalidade esportiva por equipes disputada nos Jogos Olímpicos nas edições de 1904, em St. Louis, e 1908, em Londres. Em ambas as vezes apenas homens puderam participar da modalidade, com vitória do Canadá nos dois torneios. Em 1904, três equipes representando dois países competiram. Na segunda aparição do esporte apenas duas equipes competiram por medalhas, fato que ocasionou a retirada definitiva do lacrosse do programa olímpico.
Como esporte de demonstração, sem contar para o quadro de medalhas, o esporte integrou os Jogos de 1928, 1932 e 1948.

## Quadro geral de medalhas
| Ordem | País               | Medalha de ouro | Medalha de prata | Medalha de bronze |   |
| ----- | ------------------ | --------------- | ---------------- | ----------------- | - |
| 1     | CAN Canadá         | 2               |                  | 1                 | 3 |
| 2     | USA Estados Unidos |                 | 1                |                   | 1 |
| 3     | GBR Grã-Bretanha   |                 | 1                |                   | 1 |